# Batalla de Torà
La batalla de Torà fou una batalla lliurada el 1006 a Torà entre una aliança dels comtes catalans i un exèrcit del Califat de Còrdova.

## Les fonts
La font principal per a la batalla és Andreu de Fleury, qui probablement va rebre la informació, detallada i precisa, durant un viatge a Catalunya. La va incorporar al seu Miracula Sancti Benedicti al voltant de 1043. La batalla no hi és datada amb precisió, però els noms dels comtes que hi participaren i que Andreu indica, permeten situar-la entre els anys 992 i 1010. Andreu afirma que el califa Hixam II va morir en l'enfrontament, però això és una llegenda.

## Antecedents
Ramon Borrell va dirigir el 1003 una expedició a Lleida que va ser contestada amb una nova ràtzia del fill del recentment mort hàjib Almansor, Abd-al-Malik al-Mudhàffar, que va devastar amb un exèrcit andalusí de 17.000 homes les regions occidentals del comtat de Barcelona, la serra del Montseny, les comarques d'Igualada i Manresa a l'Osona, tot destruint els castells de Montmagastre, Meià i Castellolí, passant al sud del comtat d'Urgell.
El 1006, Abd-al-Màlik al-Mudhàffar realitzà una nova incursió contra la Segarra i la Ribagorça, destruint totes les seves esglésies, com ara la catedral de Roda d'Isàvena.

## Batalla
Arran d'aquesta incursió, els comtes catalans Ramon Borrell de Barcelona, Bernat Tallaferro de Besalú, Guifré II de Cerdanya i Ermengol I d'Urgell van reunir les seves forces a «castrum Thoranum», castell o lloc fortificat que s'ha identificat amb Torà. Els seus contingents estarien formats, segons la crònica, per uns 500 cavallers, a més de la mainada. En veure l'exèrcit musulmà, Bernat Tallaferro va pronunciar un discurs per convèncer els altres comtes de sortir a trobar l'enemic a camp obert. A favor dels comtes jugava el factor sorpresa, ja que molt segurament els andalusins no esperaven trobar-se amb la host dels quatre comtes en un indret com aquell. Així, la càrrega dels cavallers comtals va trencar la línia d'avantguarda enemiga i va provocar la desbandada general dels andalusins, que van patir unes 5.000 baixes.
La derrota obligà Abd-al-Màlik al-Mudhàffar a retirar-se a l'Àndalus.